# ピエール・ディオ
ピエール・ディオ（Pierre Diot、1968年3月5日 - ）は、フランスの俳優。

## 出演作品
- ある朝突然、スーパースター Superstar (2012) - モリゾー
- スペシャルズ! 〜政府が潰そうとした自閉症ケア施設を守った男たちの実話〜 Hors normes (2019) - マルケッティ